# Fratelli della misericordia
I Fratelli della Misericordia (in latino Fratres de Misericordia, in tedesco Barmherzige Brüder von Montabaur) sono un istituto religioso maschile di diritto pontificio: i membri di questa congregazione laicale pospongono al loro nome la sigla F.M.M.

## Storia
La congregazione venne fondata da Peter Lötschert (1820-1886). Assieme a Georg Krupp, Lötschert organizzò una fraternità laica per l'assistenza dei malati: i membri della compagnia presero a condurre vita comune e il vescovo di Limburg diede loro un assistente spirituale. Il 29 giugno 1856 i primi cinque membri del sodalizio, stabilitisi a Dernbach, presero l'abito religioso e il 7 novembre 1859 ebbe luogo la prima cerimonia di professione dei voti.
Nel 1861 la comunità aprì una filiale a Montabaur, dove poi venne trasferita la casa madre dell'istituto. La congregazione ottenne il pontificio decreto di lode il 21 settembre 1888 e le sue costituzioni vennero approvate definitivamente dalla Santa Sede il 10 aprile 1921.

## Attività e diffusione
I Fratelli della Misericordia si dedicano all'assistenza ai malati.
Sono presenti in Germania, Paesi Bassi e Stati Uniti d'America; la sede generalizia è a Niederelbert, presso Montabaur.
Al 31 dicembre 2005, la congregazione contava 7 case e 42 religiosi.